# Joan d'Amat i Despalau
Joan d'Amat i Despalau (1633-1697) fou un noble barceloní senyor de Castellbell, Vacarisses, Castellar, Rellinars i El Vilar.
El 1668 es va casar amb Francesca de Planella i d'Erill senyora de Talamanca amb qui tingué dos fills, Josep i Francesc. Vivia a Barcelona i participava en la política de la ciutat i del Principat. Va intervenir per pacificar Catalunya durant les guerres del segle xvii. Els seus homes van ser a Manresa el 1688 durant l'avalot de les Faves.
Va ser al Consell de Cent diverses vegades i va ser diputat a les Corts catalanes pel braç militar. Entre els anys 1691 i 1693 fou elegit per escrutini i se li dona el càrrec de protector del braç militar. El 1697 fou enterrat a l'església de Sant Francesc de Barcelona. En el seu testament deixà el castell de Castellar al seu segon fill Francesc d'Amat i Planella i tots els seus altres béns i títols van a l'hereu Josep d'Amat i de Planella, que serà el primer Marquès de Castellbell.